# کاتچینا هژلووا
کاتچینا هژلووا (انگلیسی: Kateřina Hejlová؛ زادهٔ ۲۰ ژانویهٔ ۱۹۸۲) بازیکن فوتبال اهل جمهوری چک است.
وی همچنین در تیم ملی فوتبال زنان جمهوری چک بازی کرده‌است.